# 高山卫
高山卫，明洪武二十六年（1393年）置，在今山西省大同市西高山。属山西行都司。永乐元年（1403年）徙治北直隶保定府城（今河北保定市）。属后军都督府。宣德元年（1426年）又徙阳和卫城（今山西阳高县），与阳和卫同治，仍属山西行都司。清顺治三年（1646年）并入阳和卫，改称阳高卫。